# Estação Porta Larga
A Estação Porta Larga é uma das estações do Metrô do Recife, situada em Jaboatão dos Guararapes, entre a Estação Aeroporto e a Estação Monte dos Guararapes.
Foi inaugurada em 2009.